# Toro d'Osuna
El Toro d'Osuna és una escultura ibera de pedra calcària datada de la fi del segle v aC, concretament esculpida pel poble turdetà, i va ser trobada a Osuna, província de Sevilla, al jaciment arqueològic de l'antiga ciutat ibèrica d'Urso. Es tracta d'un alt relleu d'un taurus estirat tallat en un carreu de cantonada, que formava part d'un monument, en el qual tindria una funció protectora.
L'escultura està exposada al Museu Arqueològic Nacional de Madrid, al costat de diverses escultures del període ibèric, i té el número d'inventari 38416.

## Simbolisme
És un bou tractat de forma realista i rígida a la vegada. Els ulls estan envoltats de profundes incisions que es prolonguen damunt el nas. La boca està entreoberta i la papada està tractada amb incisions corbes i paral·leles. El cos és prim i amb els malucs pronunciats. La cua està cargolada fent cercle sobre la pota posterior.

## Característiques tècniques
- Tallat en pedra calcària.
- Les potes estan partides per damunt del genoll, la cua, la punta de les orelles i les banyes estan trencats.
- Alçada 56 cm; llargada 121 cm; grossor 31 cm.[1]